# Пізау
Пізау (нім. Piesau) — громада в Німеччині, розташована в землі Тюрингія. Входить до складу району Заальфельд-Рудольштадт. Складова частина об'єднання громад Ліхтеталь-ам-Реннштайг.
Площа — 7,86 км2. Населення становить Невірний параметр metadata 16 073 066 ос. (станом на 31 грудня 2021).

## Галерея

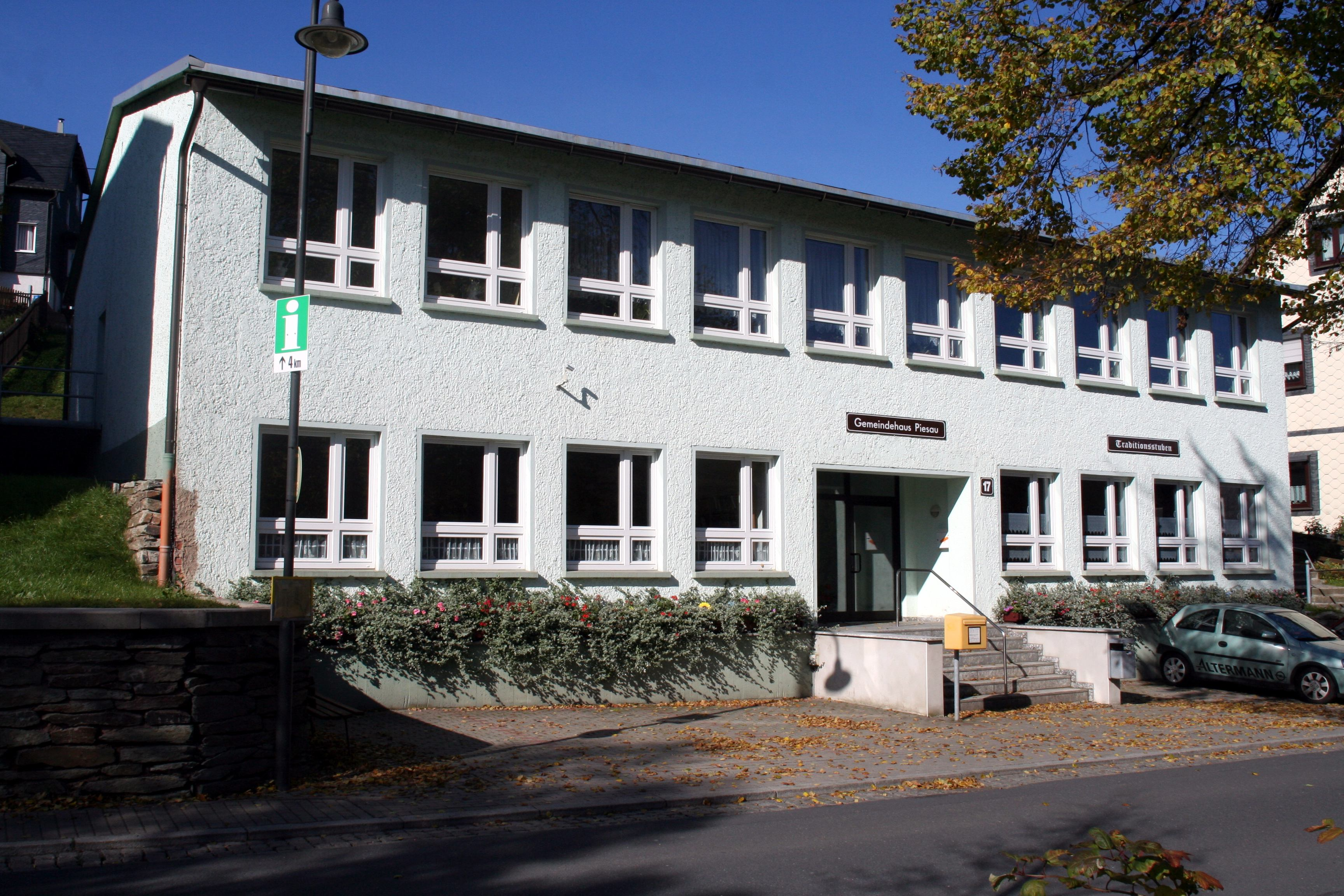
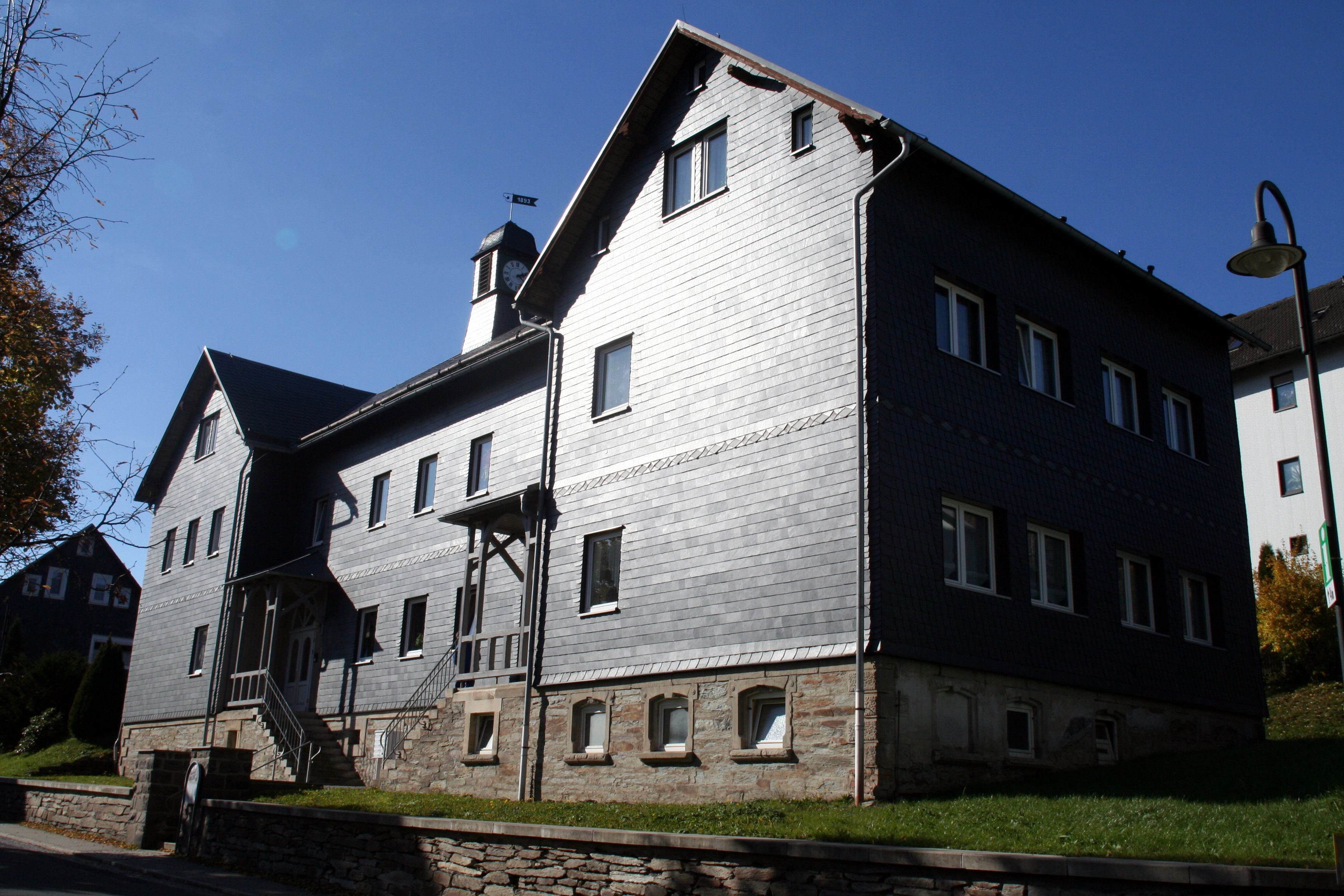
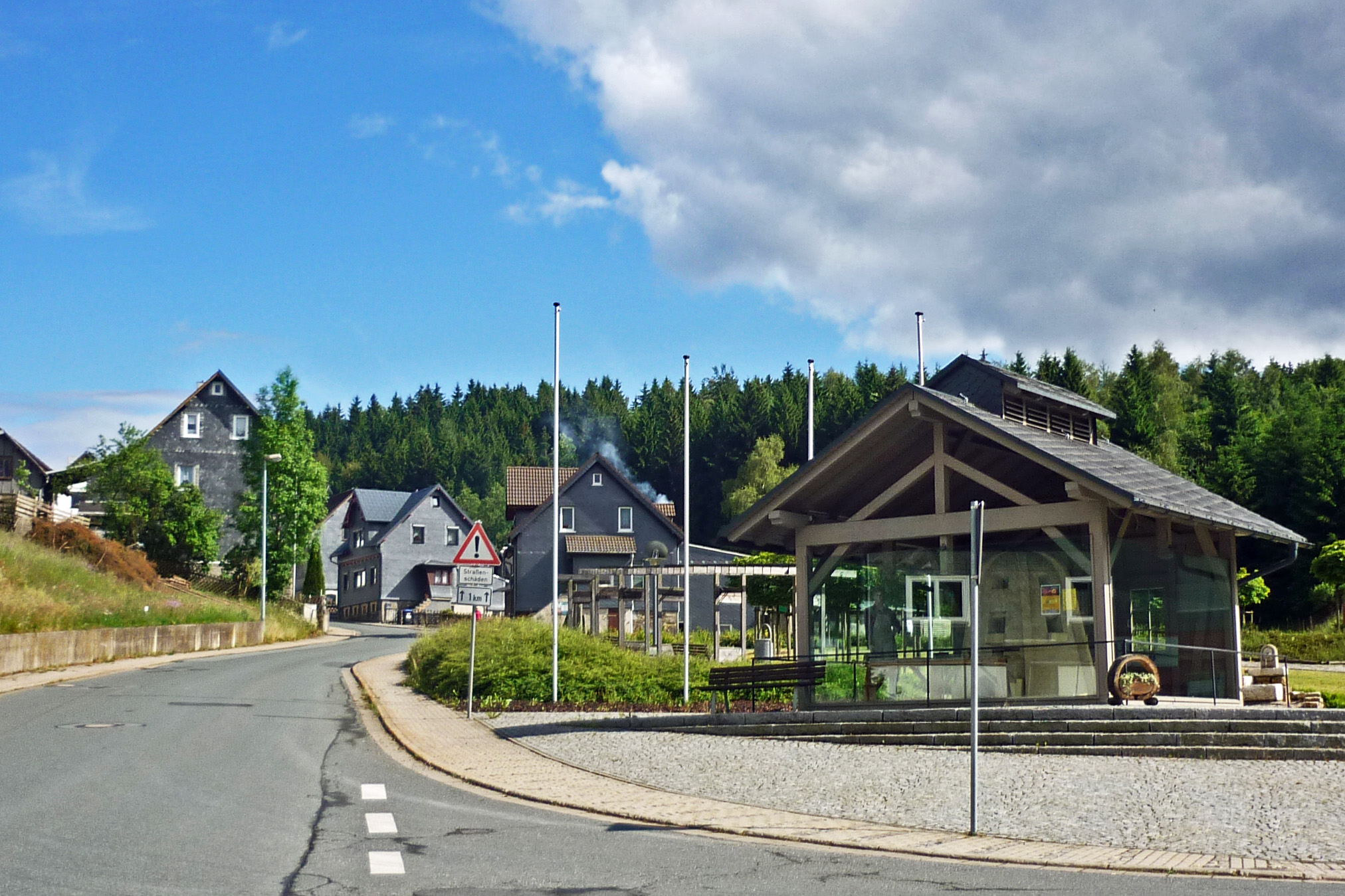
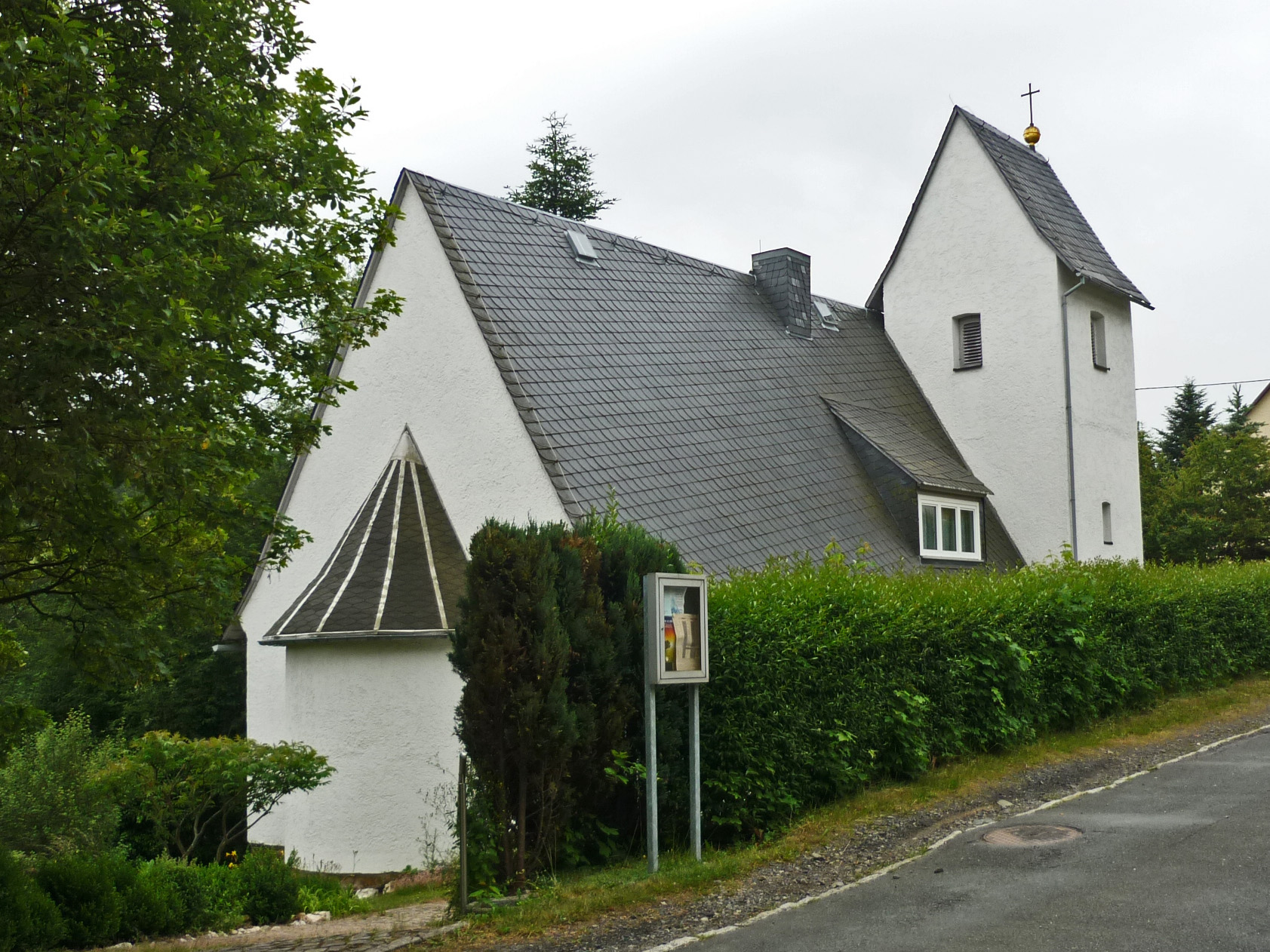
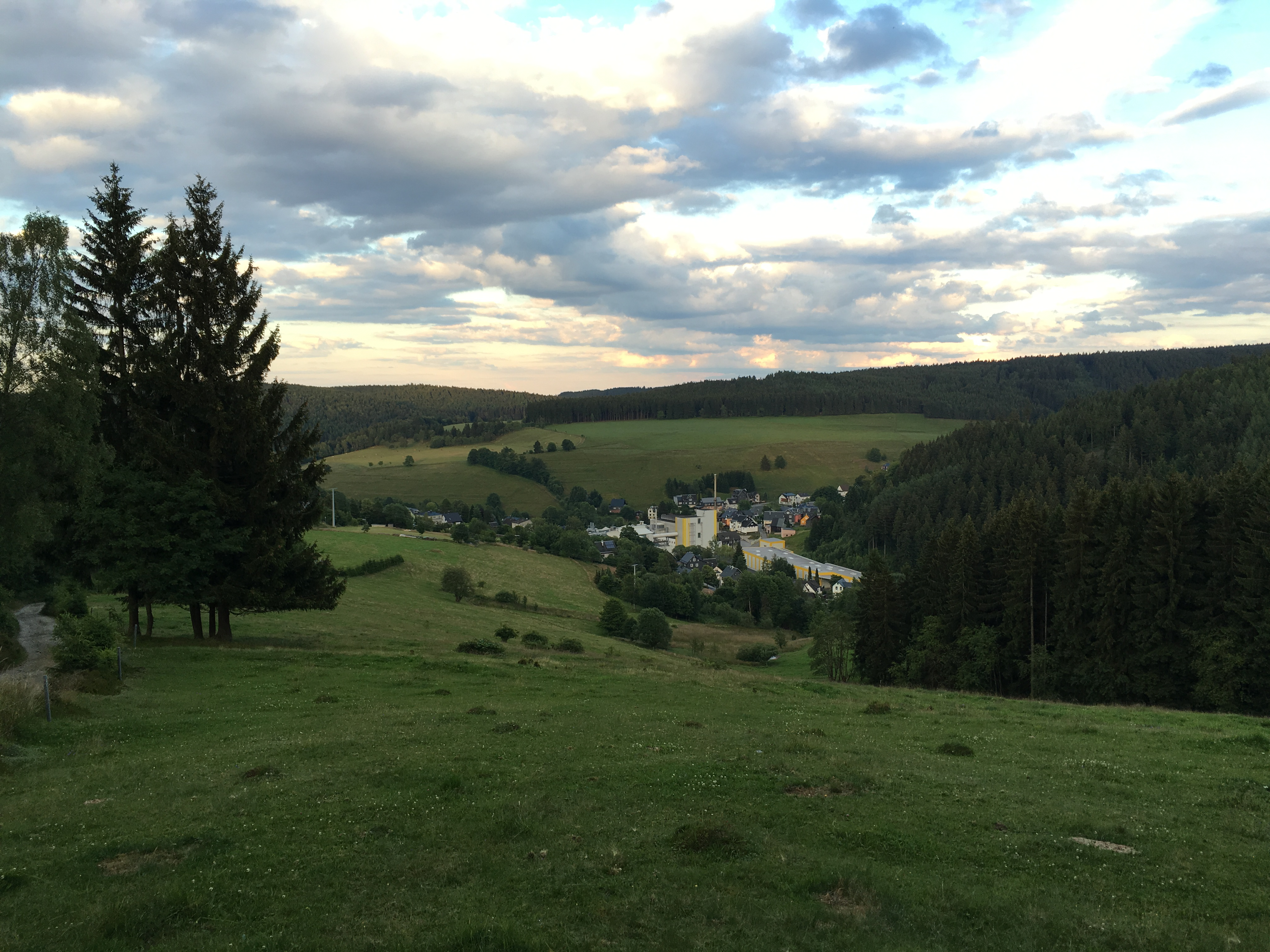